# Ruda Śląska (przystanek kolejowy)
Ruda Śląska – przystanek osobowy w Rudzie Śląskiej w woj. śląskim. Według klasyfikacji PKP ma kategorię dworca regionalnego.

## Ruch pasażerski
| Rok  | Wymiana pasażerska na dobę |
| ---- | -------------------------- |
| 2018 | 700-999                    |
| 2021 | 700-999                    |
| 2022 | 1000-1 500                 |
| 2023 | 1000-1500                  |
| 2024 | 1000-1500                  |

## Historia
- 15 listopada 1845 – otwarta zostaje stacja Ruda w Niemczech.
- 1918 – miasto i stacja zostają przyłączone do Polski.
- 1918–1939 – stacja graniczna Ruda (Ruda Śląska)/Hindenburg.
- 1 października 1922 – nazwa zostaje zmieniona z na Ruda Śląska.
- 2006 – remont elewacji dworca.
- lipiec 2009 – zamknięcie kas biletowych.
- 1 stycznia 2010 – otwarcie kasy biletowej w dawnej informacji.